# Ольховатый
Ольховатый (укр. Вільховатий) — село в Раховской городской общине Раховского района Закарпатской области Украины.
Население по переписи 2001 года составляло 1112 человек. Почтовый индекс — 90624. Телефонный код — 3132. Занимает площадь 0,790 км². Код КОАТУУ — 2123684002.